# Лампрофіри

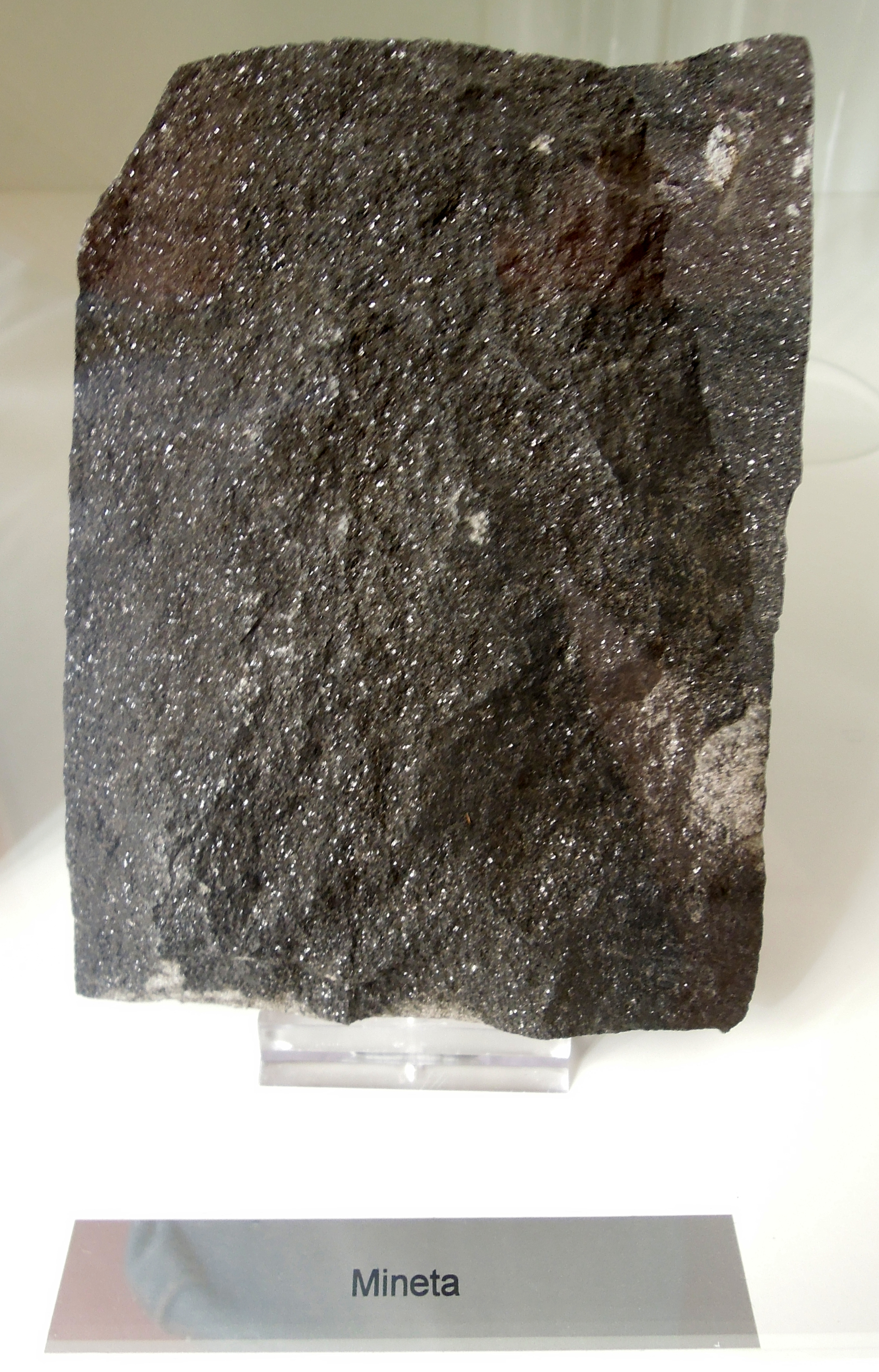
Мінета, тип лампрофіру, Яхімов, Чехія.

Лампрофіри (рос. лампрофиры, англ. lamprophyres, нім. Lamprophyre m pl) – особлива група дайкових мелано- і мезократових гіпабісальних повнокристалічних гірських порід. ультраосновного, основного і середнього складу порфірової текстури. Л. містять не менше 30% залізомагнезійних силікатів, серед яких головні – біотит (флогопіт) і (або) амфібол, другорядні – клінопіроксен, олівін, меліліт. До гол. породотвірних мінералів Л. належать також плагіоклаз К-Na польовий шпат (анортоклаз), фельдшпатоїди. Акцесорні і рудні мінерали – магнетит, апатит, циркон, перовськіт. Колір від темно-сірого до чорного. Л. належать до гірських порід нормального, сублужного і лужного ряду і об’єднані в три великі сімейства: вапняково-лужні (полевошпатові) Л., фельдшпатоїдні Л. і мелілітові Л. Хім. склад Л. сильно варіює в залежності від перерахованих вище видів. Л. утворюють серії малих інтрузивних тіл (силлів, дайок, некків, трубок вибуху), тісно пов’язаних з тріщинною тектонікою.

## Інтернет-ресурси
- IUGS addendum [Архівовано 14 травня 2011 у Wayback Machine.]
- Igneous geology classification flowchart
- List of alkaline rocks in the Americas [Архівовано 8 листопада 2007 у Wayback Machine.]